# Abou-Assida Mouhammad II
Abou-Assida Mouhammad IIe, ou encore Abû `Asida Muhammad al-Muntasir dit al-Montassar Billah, (1279 - 1309) est Abou Abdallah Mohamed fils d'Abou Zakariya Yahia al-Wathiq Ibn al-Montassar dit Yahya II.  Il est le sixième Sultan Hafside qui règne sur Ifriqiya de 2 novembre 1295 à 17 septembre 1308. Il est le successeur de son cousin Abou-Hafs Omar.